# Lady Almina och verklighetens Downton Abbey
Lady Almina och verklighetens Downton Abbey (originaltitel: Lady Almina and the Real Downton Abbey) är en bok från 2011 skriven av  Lady Fiona Carnarvon. I boken får man ta del av samma historia som kostymdramat Downton Abbey är baserad på. Boken är ett porträtt av kvinnan som legat till grund för den fiktiva karaktären Cora Crawley. 
Lady Almina och verklighetens Downton Abbey publicerades på engelska år 2011. 2013 ges den ut på svenska av Massolit Förlag.
Författaren Lady Fiona Carnarvon är 8:e grevinna av Carnarvon och boken är en biografi om hennes föregångare: Lady Almina, 5:e grevinna av Carnarvon.
Boken ger en inblick i Lady Alminas liv och verkan, bland annat hennes initiativtagande till att öppna sitt hem för sårade brittiska soldater under första världskriget. I familjehistorien beskrivs också hur det gick till när hennes make George Herbert, 5:e earl av Carnarvon tillsammans med Howard Carter, upptäckte Tutankhamons grav 1922.